# Moïse Bebel
Pour les articles homonymes, voir Bebel.
Moïse Bebel est un soldat français né le 21 mai 1898 à Trois-Rivières (Guadeloupe), mort exécuté le 10 juin 1940 à Erquinvillers (Oise).

## Biographie
Hospice Moïse Jean Louis Victor Gilles Bebel dit Moïse Bebel est un soldat français né le 21 mai 1898 à Trois-Rivières. Attiré jeune par le métier des armes, il s'engage dans l'armée orti aspirant de l'école de sous-officiers de Saint-Maixent. Devenu sous-lieutenant, puis lieutenant, puis rapidement capitaine, il était au tableau d'avancement pour le grade de commandant dont il remplissait déjà les fonctions, quand éclate la Seconde Guerre mondiale Dans les combats liés à la Bataille de France, alors officier du 24e régiment de tirailleurs sénégalais, est assassiné par les nazis. Ses troupes se battent contre l'avancée allemande dans l'Oise en juin 1940. Fait prisonnier, il fait partie des soldats exécutés sommairement par les Nazis, tout comme les tirailleurs sénégalais, le 10 juin 1940 à Erquinvillers (Oise)
Les restes du capitaine Moïse Bébel et de plusieurs de ses frères d’armes guadeloupéens — le sergent Roger Casimir, le maréchal des logis Masséna Desbonnes, les soldats Jean Flower, Jean Montantin, Robert Tirolien, Pierre Lalatonne — sont rapatriés à Pointe-à-Pitre le 22 janvier 1950 et accueillies par 6 000 personnes,. La place située devant la mairie de Trois-Rivières porte son nom. Sa mémoire est régulièrement commémorée.